# Ansbach
Ansbach är en kretsfri stad i det tyska förbundslandet Bayern, och är belägen vid motorvägen A6, cirka 40 km sydväst om Nürnberg. Ansbach är regeringsdistriktet Mittelfrankens huvudstad.  Folkmängden uppgår till cirka 42 000 invånare.
Ansbach var tidigare centralort i den nionde regionen av Warndienst.
Staden uppstod kring ett på 700-talet anlagt benediktinkloster. På 1400-talet grundlades stadens slott, Residenset i Ansbach, som blev residens för markgrevarna av Brandenburg-Ansbach och sedermera byggdes ut till ett rokokopalats. Den siste markgreven av Brandenburg-Ansbach abdikerade 1791, varefter Ansbach uppgick i Preussen och därefter i kungariket Bayern. Sedan 1958 anordnas här en internationell Bachfestival.
I Ansbach mördades 1833 Kaspar Hauser.

## Personligheter
- Friedrich Krafft von Crailsheim, politiker.
- Simon Marius, astronom som samtidigt och oavhängigt från Galileo Galilei upptäckte Jupiters fyra största månar.
- Hermann Fegelein, SS-Gruppenführer och Heinrich Himmlers adjutant.
- Waldemar Fegelein, SS-Standartenführer och yngre bror till Hermann Fegelein.
- Caroline av Ansbach. Drottning av Storbritannien, gift med Georg II av Storbritannien.